# Glacera de Blaitière
La glacera de Blaitière és una glacera del Massís del Mont Blanc. Ocupa el Circ glacial situat entre l'agulla du Plan i l'agulla de Blaitière, al centre del municipi de Chamonix.
La glacera de Blaitière baixa de l'Aiguille du Plan, amb una superficie de 0,7 km², una longitud de 1,1 km, un gruix menor de 30 m, un pendent mitjà del 40% que va des dels 2.550 m fins als 3.500 m.
És igualment una glacera regenerada, perquè principalment ve de les caigudes de seracs de la glacera del Plan.